# Нао (мыс)
Нао (исп. cabo de la Nao) — мыс на средиземноморском побережье Испании в автономном сообществе Валенсия, провинции Аликанте, комарке Марина-Альта, муниципалитете Хавеа. Ограничивает с юга Валенсийский залив.
Название в переводе приблизительно означает «Корабельный» от «нао» — наименования крупных парусных судов позднего Средневековья и раннего Нового времени. В Античности мыс назывался Артемисием (др.-греч. Ἀρτεμίσιον, мысом Артемиды) или мысом Дианы (лат. Promontorium Dianium). Место морской битвы между карфагенянами и массалиотами, состоявшейся в конце VI — начале V века до н. э. Один из «претендентов» на отождествление с Прекрасным мысом, упоминаемым Полибием в рассказе о договорах между карфагенянами и римлянами.
На скалистом известняковом мысу расположен маяк (исп. faro cabo de la Nao) высотой 20 м с радиусом действия 23 морские мили, возведённый в 1928 году. У его подножия есть большая пещера, доступная только с моря.